# La Esmeralda, Tabasco
La Esmeralda är en ort i Mexiko.   Den ligger i kommunen Cunduacán och delstaten Tabasco, i den sydöstra delen av landet, 600 km öster om huvudstaden Mexico City. La Esmeralda ligger 12 meter över havet och antalet invånare är 370.
Terrängen runt La Esmeralda är mycket platt. Runt La Esmeralda är det ganska tätbefolkat, med 155 invånare per kvadratkilometer. Närmaste större samhälle är Cunduacán, 1,5 km söder om La Esmeralda. Trakten runt La Esmeralda består till största delen av jordbruksmark.